# Человек-паук 2
«Челове́к-пау́к 2» (англ. Spider-Man 2) — американский супергеройский фильм 2004 года режиссёра Сэма Рэйми по сценарию Элвина Сарджента и сюжету Альфреда Гофа, Майлза Миллара и Майкла Шейбона, основанный на комиксах издательства Marvel Comics об одноимённом персонаже. Является вторым фильмом трилогии «Человек-паук» Сэма Рэйми и продолжением картины «Человек-паук» (2002). Роль Питера Паркера / Человека-паука исполнил Тоби Магуайр; также в фильме снимались Кирстен Данст, Джеймс Франко, Альфред Молина, Розмари Харрис и Донна Мёрфи. Действие фильма разворачивается спустя два года после событий «Человека-паука». По сюжету, Питер Паркер изо всех сил пытается предотвратить воспроизведение опасного эксперимента доктора Отто Октавиуса, в результате которого тот потерял жену и слился с механическими щупальцами. В то же время Питер испытывает экзистенциальный кризис, будучи не в состоянии совместить свои повседневную и супергеройскую жизни, что приводит к потере суперспособностей.
Съёмки фильма начались в апреле 2003 года и проходили в Нью-Йорке и Лос-Анджелесе. В том же году состоялись пересъёмки некоторых сцен, которые завершились в декабре. Премьера фильма состоялась 30 июня 2004 года как в обычных кинотеатрах, так и в кинотеатрах IMAX. «Человек-паук 2» получил широкое признание критиков, которые высоко оценили его эмоциональную и визуальную составляющие, а также актёрскую игру Магуайра и Молины и режиссуру Рэйми. Фильм заработал $ 789 млн по всему миру, что сделало его 3-м кассовым фильмом 2004 года. Картина была удостоена «Оскар» за «лучшие визуальные эффекты», а также была номинирована за «лучший звук» и «лучший звуковой монтаж». Ко всему прочему, фильм получил пять премий «Сатурн», в том числе за «лучший фэнтези-фильм» и за «лучшую режиссуру» Рэйми. «Человек-паук 2» считается одним из величайших супергеройских фильмов в истории и образцом для будущих фильмов этого жанра. Его успех привёл к выходу сиквела «Человек-паук 3: Враг в отражении» в 2007 году. В 2021 году Магуайр и Молина повторили свои роли в фильме «Человек-паук: Нет пути домой».

## Сюжет
Прошло два года с тех пор, как Питер Паркер стал супергероем Человеком-пауком. За это время молодой человек отдалился от своей возлюбленной Мэри Джейн Уотсон и лучшего друга Гарри Озборна. Во время вечеринки по случаю его дня рождения, Питер обнаруживает, что его тёте Мэй грозит выселение. Ко всему прочему, он страдает от краткосрочной, но регулярной потери суперспособностей, что часто происходит в опасных для жизни ситуациях. Гарри, который в настоящее время возглавляет подразделение генетических и научных исследований «Oscorp», спонсирует проект учёного-ядерщика Отто Октавиуса, который является кумиром Питера. При обращении с опасными материалами Октавиус использует четыре роботизированные щупальца, обладающие искусственным интеллектом.
Во время презентации перед инвесторами, на которой также присутствуют Питер и Гарри, всплеск огромного количества энергии приводит к дестабилизации термоядерного реактора. Октавиус отказывается отключить реактор, что приводит к гибели его жены. Также повреждается чип-ингибитор учёного, а его механические руки прирастают к телу. Перевоплотившись в Человека-паука, Питер успешно прекращает эксперимент. Октавиуса перевозят в больницу, где врачи пытаются извлечь его щупальца хирургическим путём. Тем не менее, из-за уничтожения чипа-ингибитора щупальца обретают разум и убивают врачей. Затем пришедший в себя Октавиус скрывается на заброшенном корабельном доке. Поддавшись убеждению искусственного интеллекта своих механических рук, он решает воссоздать свой эксперимент и проводит ограбление банка для его финансирования. The Daily Bugle прозывает учёного «Доктором Осьминогом».
Мэри Джейн обручается с астронавтом Джоном Джеймсоном, сыном редактора Bugle Джей Джоны Джеймсона. Питер страдает от эмоционального кризиса из-за неспособности сбалансировать свои повседневную и супергеройскую жизни, что выливается в потерю сил. Он перестаёт быть Человеком-пауком, возвращается к нормальной жизни и пытается наладить отношения с Мэри Джейн. Также он наконец признаётся тёте Мэй в своей причастности к смерти дяди Бена. Тётя Мэй прощает его, но Питера начинает беспокоить рост преступности в городе.
Октавиус приходит к Гарри и требует предоставить ему тритий, необходимое топливо для работы его реактора. Гарри соглашается помочь Октавиусу в обмен на поимку Человека-паука, который, по его мнению, причастен к гибели его отца. Он советует Октавиусу найти Питера, фотографа супергероя, но просит учёного не причинять вреда его другу. Октавиус находит Питера и велит ему связаться с Человеком-пауком, а сам берёт в заложники Мэри Джейн. Из-за угрозы жизни девушки Питер восстанавливает свои силы и решает остановить Октавиуса.
Во время развернувшегося сражения Человек-паук и Доктор Осьминог падают на поезд нью-йоркского метро. Октавиус саботирует поездку и оставляет Питера разбираться со сходящим с рельсов поездом, что тому удаётся с огромным трудом. Затем Октавиус захватывает ослабевшего Питера и доставляет его Гарри. Озборн готовится убить Человека-паука, но, увидев, что под маской супергероя скрывается его лучший друг, теряется и впадает в шоковое состояние. Питер убеждает Гарри отложить их конфликт в сторону и выдать ему местоположение Октавиуса. Он вновь сражается с последним, однако ситуация осложняется новым всплеском ядерной энергии, угрожающей существованию города. Питер раскрывает Октавиусу свою личность и убеждает его отказаться от мечты ради общего блага. Октавиус подчиняет щупальца и, жертвуя собой, топит установку в реке, предотвращая разрушение города. Мэри Джейн узнаёт тайну Питера и тот заявляет, что они не могут быть вместе, иначе его враги доберутся до неё.
Тем временем Гарри посещает видение его отца в зеркале. Норман пытается убедить Гарри отомстить за его смерть, но тот отказывается причинять боль Питеру. В гневе Гарри разбивает зеркало, за которым обнаруживает секретную лабораторию с оборудованием Зелёного гоблина. В день своей свадьбы Мэри Джейн бросает Джона у алтаря и прибегает в квартиру Питера. Их поцелуй прерывают полицейские сирены, после чего Мэри Джейн призывает своего героя отправиться на помощь.

## В ролях
- Тоби Магуайр — Питер Паркер / Человек-паук[5]:
Супергерой, студент факультета физики Колумбийского университета и фотограф Daily Bugle. Не в силах сбалансировать повседневную и супергеройскую жизни, он на некоторое время перестаёт быть Человеком-пауком.
- Кирстен Данст — Мэри Джейн «ЭмДжей» Уотсон[6]:
Начиняющая актриса бродвейского театра и подруга Питера, к которой тот с детства испытывает романтические чувства. Питер отказался быть с ней ради её безопасности. Несмотря на то, что Мэри Джейн по-прежнему не безразличен Питер, она заводит отношения с Джоном Джеймсоном, с которым, в конечном итоге, обручается, в попытках вызвать ревность у Питера. Также девушка сохраняет влюблённость к Человеку-пауку, который неоднократно спасал её в прошлом, и не подозревает, что супергерой и Питер — один и тот же человек.
- Джеймс Франко — Гарри Озборн[7]:
Нынешний генеральный директор «Oscorp», сын Нормана Озборна и лучший друг Питера, который винит в смерти своего отца альтер эго Паркера, Человека-паука. Также является бывшим парнем Мэри Джейн и по-прежнему испытывает к ней чувства.
- Альфред Молина — Отто Октавиус / Доктор Осьминог[8]:
Учёный, работающий на «Oscorp», а также кумир и наставник Питера, который сходит с ума в результате неудачного эксперимента, повлёкшего за собой гибель его жены Рози. Октавиус сливается со своим оборудованием, четырьмя механическими щупальцами с искусственным интеллектом, которые влияют на его личность и убеждают его закончить эксперимент любой ценой.
- Розмари Харрис — Мэй Паркер[9]:
Вдова Бена Паркера и тётя Питера.
- Донна Мёрфи — Розали Октавиус[10]:
Жена и ассистент Отто.

Джей Кей Симмонс вернулся к роли Джей Джоны Джеймсона, эксцентричного редактора Daily Bugle. Дэниел Гиллис сыграл его сына Джона Джеймсона, астронавта и жениха Мэри Джейн. Кристин Эстабрук эпизодически мелькает в сюжете в качестве жены Джоны и матери Джона.
Как и в предыдущем фильме, Брюс Кэмпбелл появился в качестве камео, на этот раз в образе капельдинера, который не пускает опоздавшего Питера на спектакль Мэри Джейн. Со-автор Человека-паука Стэн Ли сыграл мужчину, спасшего женщину от падающих обломков во время битвы между Человеком-пауком и Доктором Осьминогом. Дилан Бейкер перевоплотился в доктора Курта Коннорса, преподавателя Питера из Колумбийского университета и коллегу Октавиуса. Уиллем Дефо вновь сыграл Нормана Озборна, покойного отца Гарри, явившегося ему в виде галлюцинации. Дефо придумал этот подсюжет во время рекламной кампании «Человека-паука», сравнив Озборна с призраком отца Гамлета, который преследует своего сына, чтобы тот отомстил за него. Элизабет Бэнкс, Билл Нанн, Тед Рэйми и Джон Пэкстон вернулись к ролям секретарши Бетти Брант, редактора Джозефа «Робби» Робертсона, помощника Хоффмана и дворецкого семьи Обзорнов Бернарда. Илья Баскин появился в фильме в роли арендодателя Питера мистера Дитковича (чьё имя отсылает к со-автору Человека-паука Стиву Дитко), а Магейна Това сыграла его дочь Урсулу. Клифф Робертсон повторил роль дяди Питера Бена Паркера в воспоминаниях главного героя.
Скотт Шпигель сыграл человека, пытавшегося съесть пиццу, которую доставлял Человек-паук. Элис Динь появилась в двух сценах в образе скрипачки. Джоэл Макхейл исполнил роль сотрудника банка мистера Джекса. Хэл Спаркс изобразил пассажира лифта, который завёл беседу с Человеком-пауком. Доннелл Ролингс сыграл жителя Нью-Йорка, который воскликнул, что Человек-паук «украл пиццу», а Эмили Дешанель появилась в фильме в роли администратора ресепшн. Брент Бриско сыграл мусорщика, который нашёл костюм Человека-паука и продал Джеймсону. Питер МакРобби исполнил роль представителя «Oscorp», а Рид Даймонд — Элджернона. В этом фильме состоялись дебютные появления актрисы Пейтон Лист и её брата Спенсера Листа в кино. Они сыграли маленьких девочку и мальчика, которые выбежали на дорогу в погоне за мячом. Дэниел Дэ Ким исполнил роль Рэймонда, помощника Отто Октавиуса. Аасиф Мандви перевоплотился в мистера Азиза, владельца Joe’s Pizza. Джоуи Диас, Дэн Хикс и Хлоя Дайкстра сыграли пассажиров поезда. Ванесса Ферлито появилась в фильме в роли Луизы, одной из коллег Мэри Джейн. Джой Брайант была одной из жителей Нью-Йорка, наблюдавших за геройством Человека-паука. Джон Лэндис сыграл одного из врачей, оперировавших Доктора Осьминога. Фил Ламарр изобразил пассажира поезда, которого можно увидеть слева от Человека-паука, в сцене, где супергерой использует паутину, чтобы замедлить поезд. Грегг Эдельман сыграл доктора Дэвиса.

## Производство

### Разработка

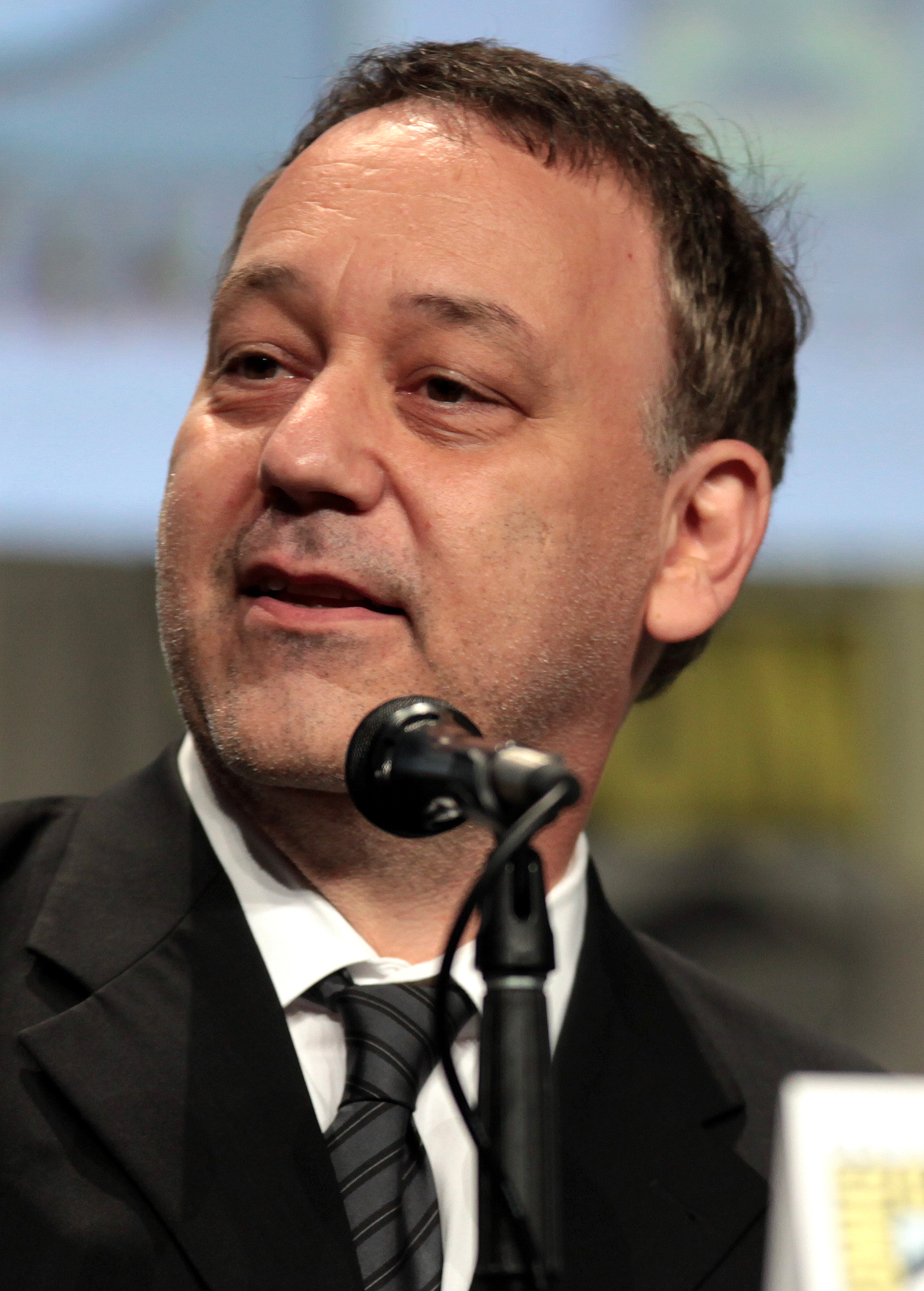
Режиссёр Сэм Рэйми

После окончания производства фильма «Человек-паук», Сэм Рэйми подписал контракт с Sony на режиссирование сиквела. В этом ему помог продюсер Джеймс Келти. В апреле 2002 года Sony наняла сценаристов сериала «Тайны Смолвиля» (2001) Альфреда Гофа и Майлза Миллара для написания сценария фильма. 8 мая 2002 года, после того, как «Человек-паук» заработал $ 115 млн за первые премьерные выходные, Sony Pictures анонсировала разработку продолжения, релиз которого был запланирован на 7 мая 2004 года. Изначально фильм должен был называться The Amazing Spider-Man, в честь одноимённого комикса с участием персонажа. Бюджет картины составил $ 200 млн. В следующем месяце Дэвид Кепп приступил к написанию сценария в соавторстве с Гофом и Милларом. Первоначально Кепп хотел построить сюжет вокруг Гарри Озборна и Гвен Стейси, причём последняя должна была погибнуть в середине фильма. Во время производства «Человека-паука 2», композитор фильма Дэнни Эльфман поссорился с режиссёром Сэмом Рэйми, а свою работу над музыкой к картине расценил как «жалкий опыт». Кристофер Янг и Джон Дебни написали дополнительные треки.
В сентябре 2002 года студия наняла Майкла Шейбона для переработки сценария. В черновом варианте Шейбона Доктор Осьминог был молодым человеком, который влюбился в Мэри Джейн. Его механические конечности содержали эндорфины, ослаблявшие боль во время присоединения к телу учёного. На свидании с Мэри Джейн Октавиус убил двух грабителей, чем отпугнул девушку. В последовавшем сражении с Человеком-пауком, щупальца слились с телом Осьминога, из-за чего тот начал медленно умирать. По задумке сценариста, Октавиус также являлся создателем генетически модифицированного паука из первого фильма и дал Питеру противоядие от паучьих способностей. По мере развития сюжета Октавиус стремился захватить Человека-паука и извлечь противоядие из тела супергероя, чтобы предотвратить свою неизбежную смерть. Для этого он объединился с Гарри (данная сюжетная линия перекочевала в итоговый вариант сценария). Кроме того, Гарри и Daily Bugle объявляли награду за голову Человека-паука в размере $ 10 млн, из-за чего жители Нью-Йорка оборачивались против него.
Рэйми ознакомился с черновыми вариантами Гофа, Миллара, Кеппа и Шейбона, и остановился на понравившемся варианте, за авторством Элвина Сарджента. Тот намеревался показать конфликт между личными желаниями Питера и его ответственностью, исследовать положительные и негативные стороны выбранного им пути. Главный герой убеждался, что может быть счастлив даже несмотря на тяготы супергеройской жизни. Рэйми поручил сценаристу взять за основу фильм «Супермен 2» (1980), по сюжету которого Кларк Кент также делал выбор в пользу обычной жизни. Несмотря на то, что в сценарии использовались элементы из комикса The Amazing Spider-Man #3 (июль 1963), где впервые появился Доктор Осьминог, а также сюжетная линия If This Be My Destiny…! 1966 года, основным источником вдохновения послужил сюжет Spider-Man No More! 1967 года, в частности выпуск #50. Представители Sony решили оставить Доктора Осьминога в качестве главного злодея фильма, увидев в нём не только визуально интересного персонажа, но и трагическую фигуру. Ко всему прочему, на протяжении 15 лет разработки первой части именно Осьминог должен был стать одним из антагонистов фильма. Рэйми изменил большую часть предыстории персонажа, изобразив Отто Октавиуса как кумира Питера Паркера и сведя их финальное сражение к попыткам молодого человека вразумить своего наставника, а не убивать его.

### Кастинг
В 2000 году Тоби Магуайр подписал контракт на участие в трёх фильмах о Человеке-пауке. После завершения съёмок в картине «Фаворит» (2003) у актёра начались проблемы со спиной. По словам Рэйми, ещё одна травма могла привести к параличу Магуайра. Из-за этого режиссёр усомнился в возвращении актёра к роли, о чём прямо заявил ему при личной встрече. Sony рассматривала Джейка Джилленхола в качестве нового исполнителя роли Человека-паука. «Источник, близкий к Магуайру» счёл актёров настолько похожими друг на друга, что, по его мнению, зрители бы не заметили разницы. Рональд Мэйер, на тот момент возглавлявший Universal Studios, был отцом девушки Магуайра и помог ему вернуться к роли, за которую актёр получил гонорар в размере $ 17 млн. В 2019 году Джилленхол подтвердил, что был одним из кандидатов на замену Магуайра.
На роль Доктора Осьминога пробовались такие актёры, как Эд Харрис, Крис Купер и Кристофер Уокен. В феврале 2003 года выбор Sony пал на Альфреда Молину, который приступил к физическим тренировкам в рамках подготовки к роли. Некоторые СМИ назвали это решение неудачным. Рэйми понравилась игра Молины в фильме «Фрида» (2002), а сам актёр, по его мнению, по своей комплекции напоминал персонажа из комиксов. Молина прошёл краткое прослушивание и не знал, что являлся одним из главных кандидатов студии. Он был рад получить эту роль, поскольку являлся большим фанатом Marvel Comics. Изучив поведение Доктора Осьминога, актёр решил сыграть персонажа с присущим ему жестоким, насмешливым чувством юмора.

### Съёмки

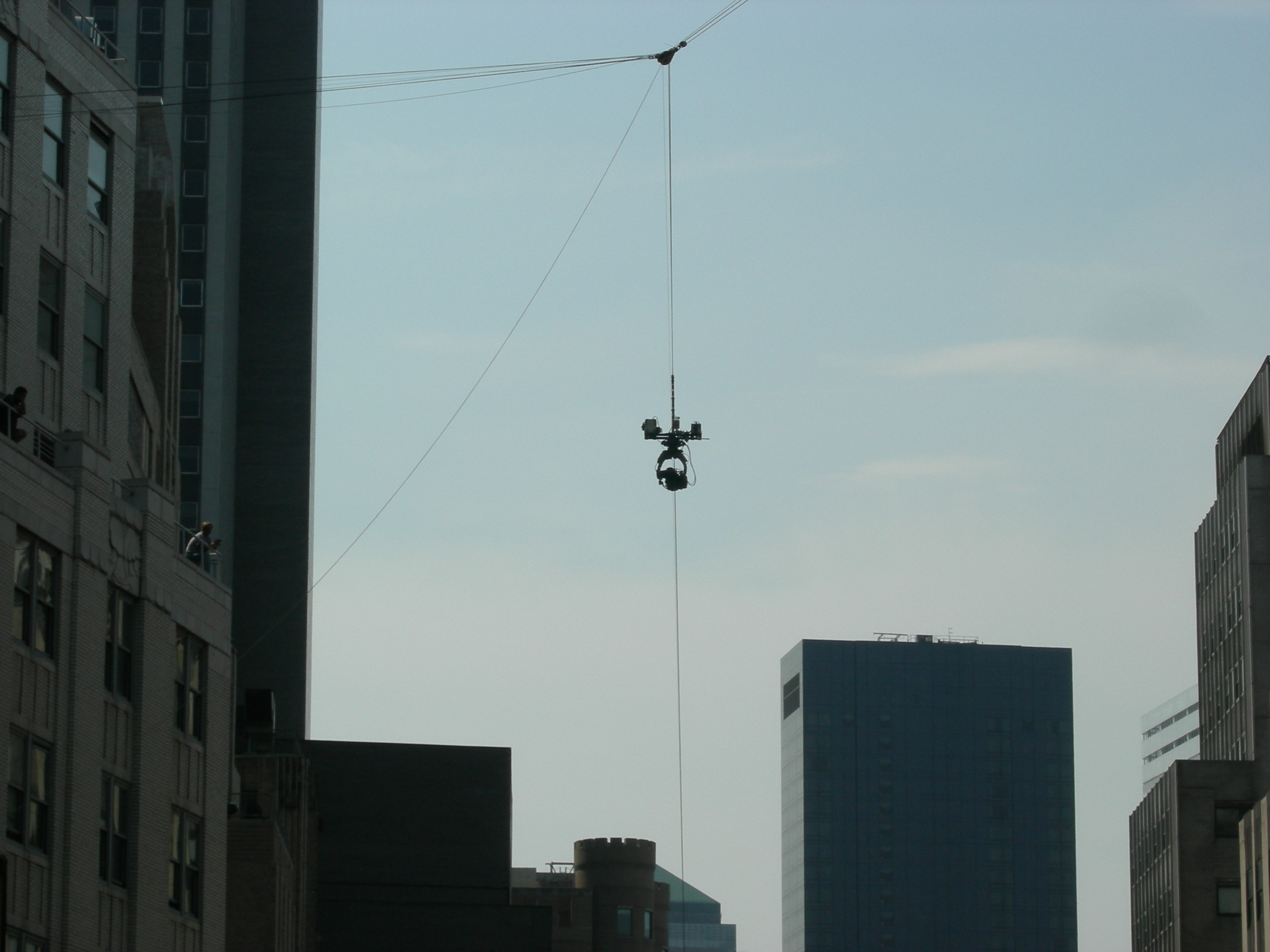
В фильме система Spydercam активно использовалась для трюков каскадёров и сцен, где Человек-паук был нарисован на компьютере

Съёмки «Человека-паука 2» проходили более чем на 100 площадках. В ноябре 2002 года съёмочная группа приобрела поезд с вагонами типа 2200 и разместила его на петле эстакадного транспорта Чикаго, которая послужила локацией для сражения между Человеком-пауком и Доктором Осьминогом. Изначально съёмки должны были начаться в январе 2003 года, однако были отложены до апреля из-за занятости Магуайра в картине «Фаворит». Первые съёмки состоялись в Нью-Йорке и Чикаго. 13 мая съёмочная группа отправилась в Лос-Анджелес, где провела съёмки на 10 площадках, декорации к которым подготовил Нил Списак. Несмотря на боли в спине, Тоби Магуайр лично выполнил часть трюков и даже предложил Рэйми обыграть эту проблему, добавив реплику «Моя спина, моя спина!» в сцену, где Питер Паркер пытается восстановить свои силы. На съёмках этого эпизода Рэйми требовал от Магуайра подойти вплотную к краю крыши здания, однако актёр отказался. Розмари Харрис также обыграла сцену похищения тёти Мэй Доктором Осьминогом без привлечения каскадёра. В то же время Альфред Молина шутил, что каскадёры обманом заставляли его исполнять некоторые трюки самостоятельно. Когда Джей Кей Симмонс произнёс реплику «Он вор!» на съёмках сцены похищения костюма Человека-паука из офиса Джеймсона в Daily Bugle, из его рта вылетели фальшивые зубы.
Создатели приостановили съёмки фильма на 8 недель, чтобы завершить строительство пирса, послужившего логовом Доктора Осьминога. Списак предложил использовать полуразрушенный пирс в качестве убежища Октавиуса как олицетворение предыдущей взорвавшейся лаборатории и искалеченного состояния самого учёного. Источником вдохновения для специалиста по интерьерам послужили работы Фрица Ланга и фильм «Кабинет доктора Калигари» (1920). На строительство пирса ушло около 15 недель, после чего команда провела дополнительные съёмки в 30 павильоне студии Sony. Длина конструкции составляла 37 м, ширина — 18 м, а высота — 12 м. Для постановки эпизода с разрушением логова была изготовлена его миниатюра. К декабрю 2003 года завершились пересъёмки фильма.
В попытках показать мир глазами Человека-паука, съёмочная группа использовала систему Spydercam, которая позволяла запечатлеть виды города на высоте 50-этажного здания длиной 730 м в Нью-Йорке и 980 м в Лос-Анжделесе. Для увеличения динамичности и передачи ощущений от скоростных полётов, камеры снимали со скоростью 6 кадров в секунду. Предварительно съёмки с использованием Spyderam тестировались на цифровых изображениях городов, а сами камеры контролировались с помощью системы управления движением, что делало всю технологию рентабельной. В первом фильме данная технология использовалась лишь в сцене финального полёта.

### Визуальные эффекты
Хотя дизайн костюма Человека-паука из предыдущего фильма остался прежним, художник по костюмам Джеймс Ачесон внёс несколько небольших изменений: более яркие и насыщенные цвета, увеличенная эмблема паука и уменьшенные линзы. Кроме того, мышечная подкладка костюма делилась на несколько секций, благодаря чему улучшилась подвижность его носителя. Изменился и шлем, который Магуайр носил под маской, из-за чего тот лучше переносил ношение накладной челюсти и магнитных линз.
Компания Edge FX создала механические щупальца Доктора Осьминога, которые состояли из: корсета, металлического и резинового поясов, резинового позвоночника и четырёх придатков, длина которых составила 2,4 м. Общий вес конструкции составил 100 фунтов (45 кг). Когти на каждом щупальце, получившие название «цвета смерти», контролировались сидячим кукловодом. Четверо кукловодов контролировали щупальца в сценах с участием Молины и пытались синхронизировать их движение с мышцами актёра. Сам Молина дал этим механизмам имена — «Ларри», «Гарри», «Мо» и «Фло», причём последняя была правым верхним щупальцем и управлялась женщиной, и именной ей Октавиус снимал очки и зажигал сигару.
Разработка Edge FX использовалась лишь в сценах общения Октавиуса с щупальцами. Когда по сюжету он должен был передвигаться с их помощью, Молина садился в 20-футовую (6,1 м) установку, в которой скользил по съёмочной площадке. На этапе постпроизводства специалисты по визуальным эффектам рисовали щупальца на компьютере. Предварительно они сканировали щупальца Edge FX, чтобы сделать CGI-версии более реалистичными. Тем не менее, съёмочная группа предпочитала использовать настоящие щупальца Edge FX в целях экономии бюджета. По этой причине создатели фильма сначала снимали сцены с разработкой Edge FX, после чего выявляли потребность в компьютерной графике. В некоторых эпизодах с использованием CGI, Молину заменили на цифровую копию. Специалист по визуальным эффектам Скотт Стокдик и руководитель отдела по созданию CGI-персонажей Энтони Ламолинара прибегли к технологии захвата движений и киберсканированию, которые позволили им создать более точных цифровых двойников Магуайра и Молины с реалистичной физикой движения. Саундтрек-дизайнеры фильма отказались от использования механических эффектов, посчитав, что из-за этих звуков щупальца не будут рассматриваться как часть тела Октавиуса, и заменили их на мотоциклетные цепи и фортепианные провода.
Как и в предыдущем фильме трилогии, за постановку спецэффектов отвечал Джон Дайкстра. Он и его команда хотели, чтобы худший кадр второй части находился на уровне лучшего кадра первой. Дайкстра придумал не только дизайн щупалец Осьминога, но и визуализировал ядерную реакцию, которую хотел произвести учёный по мере развития сюжета. За её основу было взято Солнце и его производные вспышки, которые должны были представлять угрозу для окружающей их местности за счёт сильного гравитационного притяжения, поглощающего близлежащие объекты, что, в конечном итоге, приводило к их уничтожению. Благодаря увеличенному бюджету фильма, процесс выглядел реалистичным и живописным.

## Выпуск

### Продвижение
В декабре 2003 года первый тизер-трейлер демонстрировался в кинотеатрах перед началом фильма «Властелин колец: Возвращение короля». Показ следующего трейлера состоялся 8 апреля 2004 года во время трансляции реалити-шоу «Ученик». На следующий день кинотеатры показывали трейлер на сеансах фильма «Аламо».
В рамках продвижения фильма Sony сотрудничала с такими компаниями как Burger King, Dr Pepper, Kraft Foods, Major League Baseball, Kellogg’s и Embassy Suites Hotels. Наряду с выходом фильма, 28 июня 2004 года состоялся выход одноимённой игры в жанре приключенческого боевика для Game Boy Advance, GameCube, Microsoft Windows, PlayStation 2 и Xbox. В дальнейшем игра была портирована на PlayStation Portable, N-Gage и Nintendo DS. Она стала прямым продолжением Spider-Man: The Movie Game (2002). Консольные версии разрабатывала компания Treyarch, а издавала — Activision, в то время как у остальных версий были другие разработчики. Версии Spider-Man 2 для консолей получили положительные оценки игровой прессы, исключения составили лишь версии для PC и Mac. На момент 7 июля 2004 года на территории Северной Америки было продано свыше 2 миллионов копий.
В марте 2024 года руководство Sony объявило, что все игровые фильмы о Человеке-пауке будут повторно выпущены в прокат в честь 100-летнего юбилея Columbia Pictures. Повторный кинопоказ «Человека-паука 2» в США состоялся 22 апреля 2024 года.

### Домашние издания

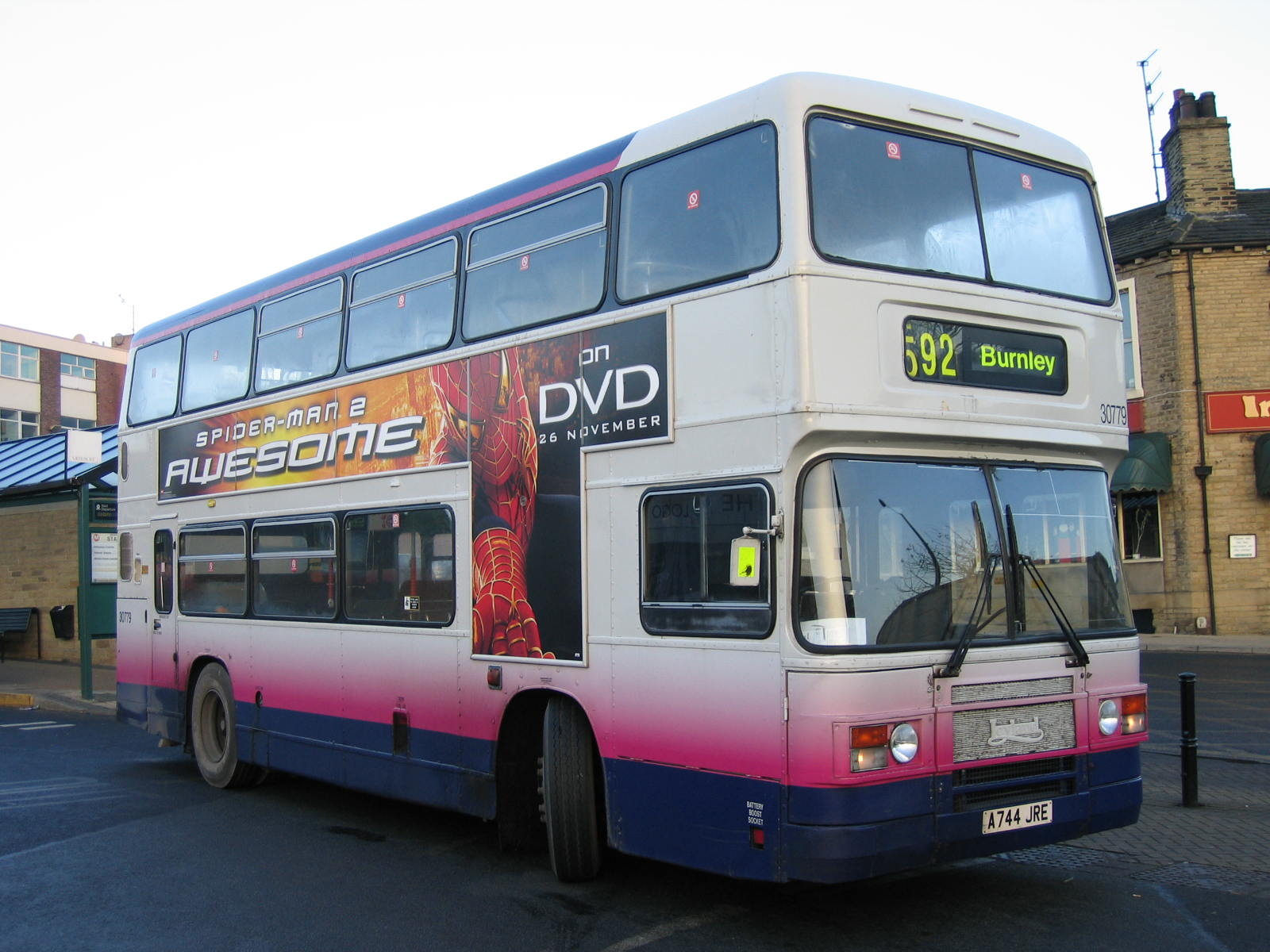
Автобус компании Leyland Olympian с рекламой dvd-издания «Человека-паука 2»

DVD- и VHS-релизы фильма состоялись 30 ноября 2004 года в США, 17 ноября — в Австралии и 26 ноября — в Великобритании. «Человек-паук 2» выходил на нескольких версиях DVD — с записью фильма при помощи технологии цифрового анаморфирования, технологии пансканирования, на супербитном диске, а также в бокс-сете с первой частью. Кроме того, это был первый фильм, который Sony выпускала под баннером Sony Pictures Home Entertainment и одним из последних, которые выпускались за пределами Северной Америки под эгидой Columbia TriStar Home Entertainment. Также существовало подарочное коллекционное издание фильма с комиксом The Amazing Spider-Man #50. В общей сложности было продано 11 604 597 копий по цене $ 174 260 344. В 2005 году Sony выпускала фильм в формате Universal Media Disc (UMD), причём 1 миллион копий продавался в комплекте с консолью PlayStation Portable. Сценарист Питер Дэвид написал новеллизацию «Человека-паука 2». В октябре 2007 года состоялся Blu-ray-релиз картины в рамках бокс-сета Spider-Man: The High Definition Trilogy. В ноябре 2010 года Sony выпустила отдельное Blu-ray-издание фильма. Как и предыдущий фильм, «Человек-паук 2» стал частью коллекции Blu-ray Essentials, куда были включены как театральная, так и расширенная версии фильма. В 2017 году вся трилогия получила переиздание на Blu-ray в рамках набора Spider-Man: Origins.
21 апреля 2023 года трилогия Сэма Рэйми о Человеке-пауке появилась на стриминговом сервисе Disney+.
17 апреля 2007 года состоялся DVD-релиз расширенной версии фильма под названием «Человек-паук 2.1», в состав которой вошли 8 дополнительных минут хронометража, материалы, не вошедшие в оригинальное издание, а также подробности о предстоящей третьей части. Также расширенная версия включала новые эпизоды и короткометражный фильм «Внутри „Человека-паука 2“», подробно раскрывающий производство картины. 2 января 2007 года эта версия транслировалась на канале FX, а по окончании фильма демострировались эксклюзивные сцены из «Человека-паука 3».

## Восприятие

### Кассовые сборы
«Человек-паук 2» собрал $ 373,6 млн в США и Канаде, а также $ 415 млн на других территориях, в результате чего общие сборы фильма составили $ 788,6 млн при производственном бюджете в размере $ 200 млн.
Премьера «Человека-паука 2» в США состоялась 30 июня 2004. За первый день проката фильм заработал $ 40,4 млн, что позволило ему побить рекорд первой части, которая собрала $ 39,4 млн, и удерживать первенство по части сборов за премьерный день вплоть до выхода картины «Звёздные войны. Эпизод III: Месть ситхов» в 2005 году ($ 50,0 млн). Фильм демонстрировался в 4152 кинотеатрах на стадии премьеры и занял 2-е место по количеству показов после «Шрека 2», который выпускался в 4163 кинотеатрах. Также «Человек-паук 2» побил рекорд фильма «Властелин колец: Возвращение короля» ($ 34,5 млн) по самым высоким сборам за первую среду. Он удерживал этот рекорд в течение трёх лет, пока его не превзошла картина «Гарри Поттер и Орден Феникса» ($ 44,2 млн). Кассовые сборы с пятницы по воскресенье составили в общей сложности $ 88,2 млн, в результате чего у «Человека-паука 2» была самая кассовая премьерная неделя в июле. Прежний рекорд принадлежал фильму «Остин Пауэрс: Голдмембер» ($ 73,1 млн). Ко всему прочему, «Человек-паук 2» обошёл «Людей в чёрном 2» ($ 52,1 млн) по части самой прибыльной прокатной недели, начавшейся с 4 июля. Фильм удерживал рекорд до 2011 года, пока его не побили «Трансформеры 3: Тёмная сторона Луны» ($ 97,9 млн). С общим доходом в $ 152,6 млн он превзошёл «Шрека 2» ($ 129 млн) по самым высоким сборам за первые пять дней проката, стартовавшего в среду. За первые шесть дней фильм собрал более $ 180 млн, опередив предыдущего рекордсмена — фильм «Матрица: Революция» ($ 146,9 млн). Кроме того, «Человек-паук 2» обзавёлся крупнейшими сборами за первый понедельник проката в размере $ 27,6 млн. Фильм удерживал этот рекорд в течение десяти лет, вплоть до выхода картины «Звёздные войны: Пробуждение силы» ($ 40,1 млн) в 2015 году. «Человек-паук 2» стал самым быстрым фильмом, преодолевшим отметку в $ 200 млн. На это ему потребовалось 8 дней. Впоследствии рекорд побили фильмы «Месть ситхов» и «Пираты Карибского моря: Сундук мертвеца». Все три фильма, в свою очередь, превзошёл «Тёмный рыцарь» в 2008 году.
За пределами США «Человек-паук 2» был показан на территории 28 стран, где заработал $ 43 млн за первую прокатную неделю. На тот момент у фильма был самый прибыльный старт в истории кино Бразилии. Он собрал $ 3,1 млн в 650 кинотеатрах, завоевал 62 % доли рынка и превзошёл показатели своего предшественника на 22 % за первую прокатную неделю. Картина заработала $ 6,6 млн в 873 кинотеатрах Мексики и заняла 3-е место по части наибольших сборов за первую неделю, на 10 % меньше, чем первая часть. «Человек-паук 2» собрал $ 1,3 млн в кинотеатрах Малайзии, побив рекорд «Годзиллы» по количеству наибольших премьерных показов в стране. В Индонезии это был первый фильм в истории страны, собравший $ 2,3 млн, превзойдя предыдущий рекорд «Титаника». Среди других международных рынков выделялись: Австралия ($ 17,8 млн), Франция ($ 40,2 млн), Германия ($ 24,2 млн), Италия ($ 24,4 млн), Япония ($ 59,5 млн), Мексика ($ 20,5 млн), Южная Корея ($ 13 млн), Испания ($ 18,8 млн) и Соединённое Королевство ($ 49,7 млн).

### Критика, награды и номинации

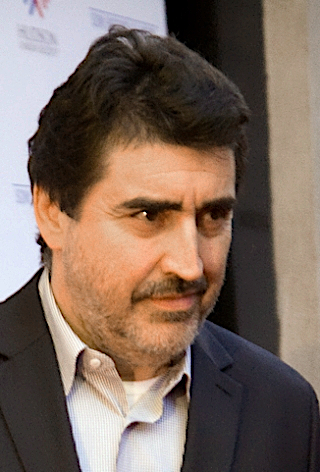
Альфред Молина получил шесть номинаций за роль Доктора Осьминога

На агрегаторе рецензий Rotten Tomatoes рейтинг свежести фильма составляет 93 % со средней оценкой в 8,3 баллов из 10 на основе 275 рецензий. Консенсус сайта гласит: «В этом изобретательном сиквеле есть занимательный злодей и глубокая эмоциональная составляющая, за счёт которых он превосходит оригинал». Metacritic, который выставляет оценки на основе среднего арифметического взвешенного, дал фильму 83 балла из 100 на основе 41 рецензий, что говорит о «всеобщем признании». Зрители, опрошенные CinemaScope, как и в случае с первой частью дали фильму среднюю оценку «A-» по шкале от A+ до F.
Chicago Tribune поставила фильму 3,5 звезды из 4, а её рецензент Марк Каро отметил, что «фильм превосходит оригинал практически по всем показателям» и назвал персонажа Альфреда Молины «глубоким притягательным» злодеем. Кеннет Туран из Los Angeles Times дал фильму 4 звезды из 5 и разделил мнение Каро с комментарием: «Док Ок крадёт этот фильм при помощи квартета своих зловещих, извилистых, механических рук и не отдаёт обратно». Роджер Эберт дал «Человеку-пауку 2» 4 звезды из 4, назвав его «лучшим супергеройским фильмом с момента обновления этого жанра с выходом „Супермена“ (1978)» и похвалив за «сочетание спецэффектов и человечной истории, с живыми и развивающимися подсюжетами». Позднее он поместил его на 4-е место среди «лучших фильмов 2004 года». По мнению Ричарда Джорджа из IGN, «Сэму Рэйми и его команде удалось убедительно показать культового врага Человека-паука». Также Джорджу хотелось, чтобы некоторые элементы предыстории киноверсии перекочевали в историю происхождения версии из комиксов. В 2016 году Джеймс Харизма из Playboy поставил фильм на 9-е место в списке «15 сиквелов, которые намного лучше оригиналов». С другой стороны, Джим Хоберман из The Village Voice назвал первую половину фильма «перегруженной диалогами, практически утомительной», а сам фильм раскритиковал за провисания в моменты демонстрации юмора Рэйми.
«Человек-паук 2» часто попадал в рейтинги лучших фильмов о супергероях. Фильм занял 411-е место в списке «500 лучших фильмов» по версии журнала Empire, который охарактеризовал его следующим образом: «Масштабнее и лучше предшественника, с превосходным злодеем Доком Оком в исполнении Альфреда Молины и характерным стилем Рэйми, раскрывающимся при помощи его уникальных фишек». В 2013 году Forbes описал «Человека-паука 2» как «не только одного из величайших сиквелов, но и одного из лучших представителей жанра своего времени».
В 2018 году журнал Film School Rejects назвал его «лучшим летним блокбастером в истории», резюмируя: «эмоциональная и продуманная история на уровень выше, чем у современных летних блокбастеров, таких как „Мстители“ и „Тёмный рыцарь“».
На 77-й церемонии вручения премии «Оскар» «Человек-паук 2» был удостоен награды в категории «лучшие визуальные эффекты» (Джон Дайкстра, Скотт Стокдик, Энтони Ламолинара и Джон Фрэйзьер), номинации за «лучший звук» (Кевин О’Коннелл, Грег П. Расселл, Джеффри Дж. Хабош и Джозеф Гэйсингер) и ещё одной номинации за «лучший звуковой монтаж», но проиграл картинам «Рэй» и «Суперсемейка» в соответствующих категориях. Фильм получил премию «Сатурн» за «лучшую мужскую роль», «лучшую режиссуру», «лучший фэнтези-фильм», «лучшие спецэффекты» и «лучший сценарий», а также был номинирован за «лучшую мужскую роль второго плана» и «лучшую музыку». Картина получила несколько номинаций на премию Британской Академии в области кино за «лучшие визуальные эффекты» и «лучший звук», но проиграла фильмам «Послезавтра» и «Рэй» в соответствующих категориях. Американский институт киноискусства включил «Человека-паука 2» в число «10 лучших фильмов 2004 года» и номинировал его на включение в списки «10 лучших фэнтезийных фильмов», «100 самых вдохновляющих американских фильмов» и «100 величайших американских фильмов».
| Награда                                             | Дата                  | Категория                                                                                  | Номинант | Результат |
| --------------------------------------------------- | --------------------- | ------------------------------------------------------------------------------------------ | --- | --------- |
| Оскар                                               | 27 февраля 2005 года  | Лучший монтаж звука                                                                        | Пол Н.Дж. Оттоссон | Номинация |
| Оскар                                               | 27 февраля 2005 года  | Лучший звук                                                                                | Кевин О’Коннелл, Грег П. Рассел, Джеффри Дж. Хабуш и Джозеф Гейзингер                                                       | Номинация |
| Оскар                                               | 27 февраля 2005 года  | Лучшие визуальные эффекты                                                                  | Джон Дайкстра, Скотт Стокдик, Энтони Ламолинара и Джон Фрейзер                                                              | Победа    |
| Премия Американского института киноискусства        | 2005                  | Фильм года                                                                                 | «Человек-паук 2» | Победа    |
| BMI Film and TV Awards                              | 18 мая 2005 года      | Премия BMI Film Music                                                                      | Дэнни Эльфман | Победа    |
| Премия Британской Академии в области кино           | 12 февраля 2005 года  | Лучшее достижение в области специальных визуальных эффектов                                | Джон Дайкстра, Скотт Стокдик, Энтони Ламолинара и Джон Фрейзер                                                              | Номинация |
| Премия Британской Академии в области кино           | 12 февраля 2005 года  | Премия BAFTA за лучший звук                                                                | Пол Н.Дж. Оттоссон, Кевин О’Коннелл, Грег П. Рассел и Джеффри Дж. Хабуш                                                     | Номинация |
| Выбор критиков                                      | 10 января 2005 года   | Лучший семейный фильм                                                                      | «Человек-паук 2» | Номинация |
| Выбор критиков                                      | 10 января 2005 года   | Лучший популярный фильм                                                                    | «Человек-паук 2» | Победа    |
| Премия общества Cinema Audio                        | 19 февраля 2005 года  | Выдающиеся достижения в монтаже звука для кинофильмов                                      | Джозеф Гейзингер, Кевин О’Коннелл, Грег П. Рассел и Джеффри Дж. Хабуш                                                       | Номинация |
| Империя                                             | 13 марта 2005 года    | Лучший фильм                                                                               | «Человек-паук 2» | Номинация |
| Империя                                             | 13 марта 2005 года    | Лучший актёр                                                                               | Тоби Магуайр | Номинация |
| Империя                                             | 13 марта 2005 года    | Лучшая актриса                                                                             | Кирстен Данст | Номинация |
| Империя                                             | 13 марта 2005 года    | Сцена года Sony Ericsson                                                                   | «Человек-паук 2» | Номинация |
| Империя                                             | 13 марта 2005 года    | Лучший режиссёр                                                                            | Сэм Рэйми | Победа    |
| Золотой трейлер                                     | 25 мая 2004 года      | Летний блокбастер 2004 года                                                                | «Человек-паук 2» | Номинация |
| Золотой трейлер                                     | 25 мая 2004 года      | Лучшее из шоу                                                                              | «Человек-паук 2» | Номинация |
| Хьюго                                               | 7 августа 2005 года   | Лучшая драма                                                                               | «Человек-паук 2» | Номинация |
| Премия Лондонского кружка кинокритиков              | 9 февраля 2005 года   | Британский актёр второго плана                                                             | Альфред Молина | Номинация |
| Кинонаграды MTV                                     | 4 июня 2005 года      | Лучший экшн                                                                                | «Человек-паук 2» | Номинация |
| Кинонаграды MTV                                     | 4 июня 2005 года      | Лучший фильм                                                                               | «Человек-паук 2» | Номинация |
| Кинонаграды MTV                                     | 4 июня 2005 года      | Лучший злодей                                                                              | Альфред Молина | Номинация |
| Приз зрительских симпатий                           | 9 января 2005 года    | Любимый кинофильм                                                                          | «Человек-паук 2» | Номинация |
| Приз зрительских симпатий                           | 9 января 2005 года    | Лучший экранный дуэт                                                                       | Кирстен Данст и Тоби Магуайр                                                                                                | Номинация |
| Приз зрительских симпатий                           | 9 января 2005 года    | Любимый сиквел                                                                             | «Человек-паук 2» | Номинация |
| Спутник                                             | 17 декабря 2005 года  | Лучший актёр второго плана в жанре драмы                                                   | Альфред Молина | Номинация |
| Спутник                                             | 17 декабря 2005 года  | Лучшая операторская работа                                                                 | Билл Поуп и Анетт Хеллмигк                                                                                                  | Номинация |
| Спутник                                             | 17 декабря 2005 года  | Лучший монтаж фильма                                                                       | Боб Муравски | Номинация |
| Спутник                                             | 17 декабря 2005 года  | Лучшая музыка                                                                              | Дэнни Эльфман | Номинация |
| Спутник                                             | 17 декабря 2005 года  | Лучший звук (монтаж и сведение)                                                            | Кевин О’Коннелл, Грег П. Рассел, Джеффри Дж. Хабуш, Джозеф Гейзингер, Пол Н.Дж. Оттоссон и Сьюзан Дудек                     | Номинация |
| Спутник                                             | 17 декабря 2005 года  | Лучшие визуальные эффекты                                                                  | Джон Дайкстра, Скотт Стокдик, Энтони Ламолинара и Джон Фрейзер                                                              | Номинация |
| Сатурн                                              | 3 мая 2005 года       | Лучший фантастический фильм                                                                | «Человек-паук 2» | Победа    |
| Сатурн                                              | 3 мая 2005 года       | Лучший актёр                                                                               | Тоби Магуайр | Победа    |
| Сатурн                                              | 3 мая 2005 года       | Лучший актёр второго плана                                                                 | Альфред Молина | Номинация |
| Сатурн                                              | 3 мая 2005 года       | Лучший режиссёр                                                                            | Сэм Рэйми | Победа    |
| Сатурн                                              | 3 мая 2005 года       | Лучший сценарист                                                                           | Элвин Сарджент | Победа    |
| Сатурн                                              | 3 мая 2005 года       | Лучшая музыка                                                                              | Дэнни Эльфман | Номинация |
| Сатурн                                              | 3 мая 2005 года       | Лучшие спецэффекты                                                                         | Джон Дайкстра, Скотт Стокдик, Энтони Ламолинара и Джон Фрейзер                                                              | Победа    |
| Сатурн                                              | 3 мая 2005 года       | Лучший DVD-релиз                                                                           | «Человек-паук 2» | Победа    |
| Премия Общества специалистов по визуальным эффектам | 16 февраля 2005 года  | Лучший визуальный эффект года                                                              | Джон Дайкстра, Лидия Боттегони, Дэн Абрамс и Джон Монос                                                                     | Номинация |
| Премия Общества специалистов по визуальным эффектам | 16 февраля 2005 года  | Выдающаяся композиция в кинофильме                                                         | Колин Дробнис, Грег Дерочи, Блейн Кеннисон и Кен Лэм                                                                        | Победа    |
| Премия Общества специалистов по визуальным эффектам | 16 февраля 2005 года  | Выдающаяся созданная среда в кинофильме                                                    | Дэн Абрамс, Дэвид Эмери, Эндрю Наврот и Джон Харт                                                                           | Победа    |
| Премия Общества специалистов по визуальным эффектам | 16 февраля 2005 года  | Выдающаяся игра актёра или актрисы в фильме с визуальными эффектами                        | Альфред Молина | Победа    |
| Премия Общества специалистов по визуальным эффектам | 16 февраля 2005 года  | Выдающиеся визуальные эффекты в кинофильме                                                 | Джон Фрейзер, Джеймс Д. Швальм, Джеймс Нэгл и Дэвид Амборн                                                                  | Номинация |
| Премия Общества специалистов по визуальным эффектам | 16 февраля 2005 года  | Выдающиеся визуальные эффекты в кинофильме, создававшемся на основе на визуальных эффектов | Джон Дайкстра, Лидия Боттегони, Энтони Ламолинара и Скотт Стокдик                                                           | Номинация |
| World Stunt Awards                                  | 25 сентября 2005 года | Лучшая работа каскадёра                                                                    | Крис Дэниелс и Майкл Хаггинс                                                                                                | Победа    |
| World Stunt Awards                                  | 25 сентября 2005 года | Лучший специальный трюк                                                                    | Тим Стормс, Гаррет Уоррен, Сьюзи Парк, Патриция М. Питерс, Норб Филлипс, Лиза Хойл, Кевин Л. Джексон и Клэй Донахью Фонтено | Номинация |
| World Stunt Awards                                  | 25 сентября 2005 года | Лучшая работа с транспортным средством                                                     | Тэд Гриффит, Ричард Бёрден, Скотт Роджерс, Дэррин Прескотт и Марк Норби                                                     | Номинация |

## Будущее
В марте 2004 года, за три месяца до премьеры «Человека-паука 2», Sony анонсировала разработку продолжения. Релиз «Человека-паука 3» состоялся 4 мая 2007 года.
В 2021 году Молина вновь сыграл Доктора Осьминога в фильме Джона Уоттса «Человек-паук: Нет пути домой» (2021), входящего в медиафраншизу «Кинематографическая вселенная Marvel». Когда стало известно о его возвращении к роли, Молина подтвердил, что в фильме продолжится сюжетная линия того самого Отто Октавиуса из «Человека-паука 2».